# Abraham Głowacz ze Zbąszynia
Abraham Głowacz Zbąski lub Abraham ze Zbąszynia (ur. ?, zm. przed 10 sierpnia 1441 w Zbąszyniu) – wielkopolski magnat, sędzia poznański w latach 1432-1440/1441, zwolennik i wyznawca husytyzmu; dowódca husytów w Wielkopolsce, poseł królewski, przeciwnik polityki biskupa Zbigniewa Oleśnickiego.

## Życiorys
Syn wojewody mazowieckiego Jana Głowacza z Leżenic i Nowego Dworu i Jadwigi z Graboszewa.
Politycznie ujawnił się po śmierci Władysława Jagiełły. Protestował przeciwko koronowaniu Władysława III, a także przeciwko polityce Zbigniewa Oleśnickiego.
Jego działalność sprawiła, że Zbąszyń stał się jednym z ważniejszych ośrodków husytyzmu w Polsce. Blisko współpracował ze Spytkiem z Melsztyna, głównym przywódcą ruchu husyckiego, jak również z wyznawcami w Czechach.
W trakcie narastającego w Polsce sporu pomiędzy Kościołem a innowiercami biskup poznański Andrzej Bniński dokonał zbrojnego najazdu na Zbąszyń i zmusił Zbąskiego do wyrzeczenia się husytyzmu.
Po śmierci Spytka z Melsztyna w bitwie pod Grotnikami w maju 1439 r., nie mając innego wyjścia, Zbąski w listopadzie roku 1440 wydalił husytów ze Zbąszynia i wszystkich swych posiadłości, a następnie, w Poznaniu, dokonał publicznie aktu abiuracji.